# Олтяну, Богдан
Богдан Олтяну (рум. Bogdan Olteanu; 29 октября 1971, Бухарест) — румынский политический и государственный деятель, юрист, в 2006—2008 годах — председатель Палаты депутатов Румынии, вице-президент Национального банка Румынии.

## Биография
В 1997 году окончил юридический факультет Бухарестского университета. В том же году стал работать в аппарате правительства советником Министерства промышленности и торговли. С 1998 года начал вести собственную адвокатскую практику, был юридическим консультантом одной из компаний.
В 1991 году вступил в Национальную либеральную партия Румынии. С 1993 по 1996 год — генеральный секретарь либеральной студенческой организации. В 2004 и 2008 годах избирался депутатом Палаты депутатов Румынии. С декабря 2004 по март 2006 года — министр в правительстве Кэлина Попеску-Тэричану, отвечал за связь с парламентом.
Затем, с 2006 до декабря 2008 года был председателем нижней палаты румынского парламента. До апреля 2009 г. работал в Комитете по внешней политике парламента, с апреля 2009 г. — в Комитете по бюджету, финансам и банковской деятельности.
В октябре 2009 года назначен вице-президентом Национального банка Румынии. Поэтому подал в отставку со своего места в парламенте и отказался от членства в партии. Занимал эту должность до августа 2016 года.
Внук коммунистических деятелей Ладислава и Гизелы Вассов.